# Lydia Wistisen
Lydia Wistisen, född 25 september 1984, är en svensk skribent och litteraturvetare verksam vid Institutionen för kultur och estetik vid Stockholms universitet specialiserad på barn- och ungdomslitteratur. I avhandlingen Gångtunneln: Urbana erfarenheter i svensk ungdomslitteratur 1890–2010 (2017) presenterar hon ett nytt grepp på svensk ungdomslitteratur genom att undersöka urbana motiv i verk från sent 1800-tal till tidigt 2000-tal.
Hon tilldelades 2020 Kungl. Vitterhetsakademiens Bernadottestipendium för projektet Leken i antropocen: Miljökritisk skräpestetik i efterkrigstidens svenska barnkultur.
Wistisen recenserar barn- och ungdomsböcker i Dagens Nyheter.